# Ventura Seco

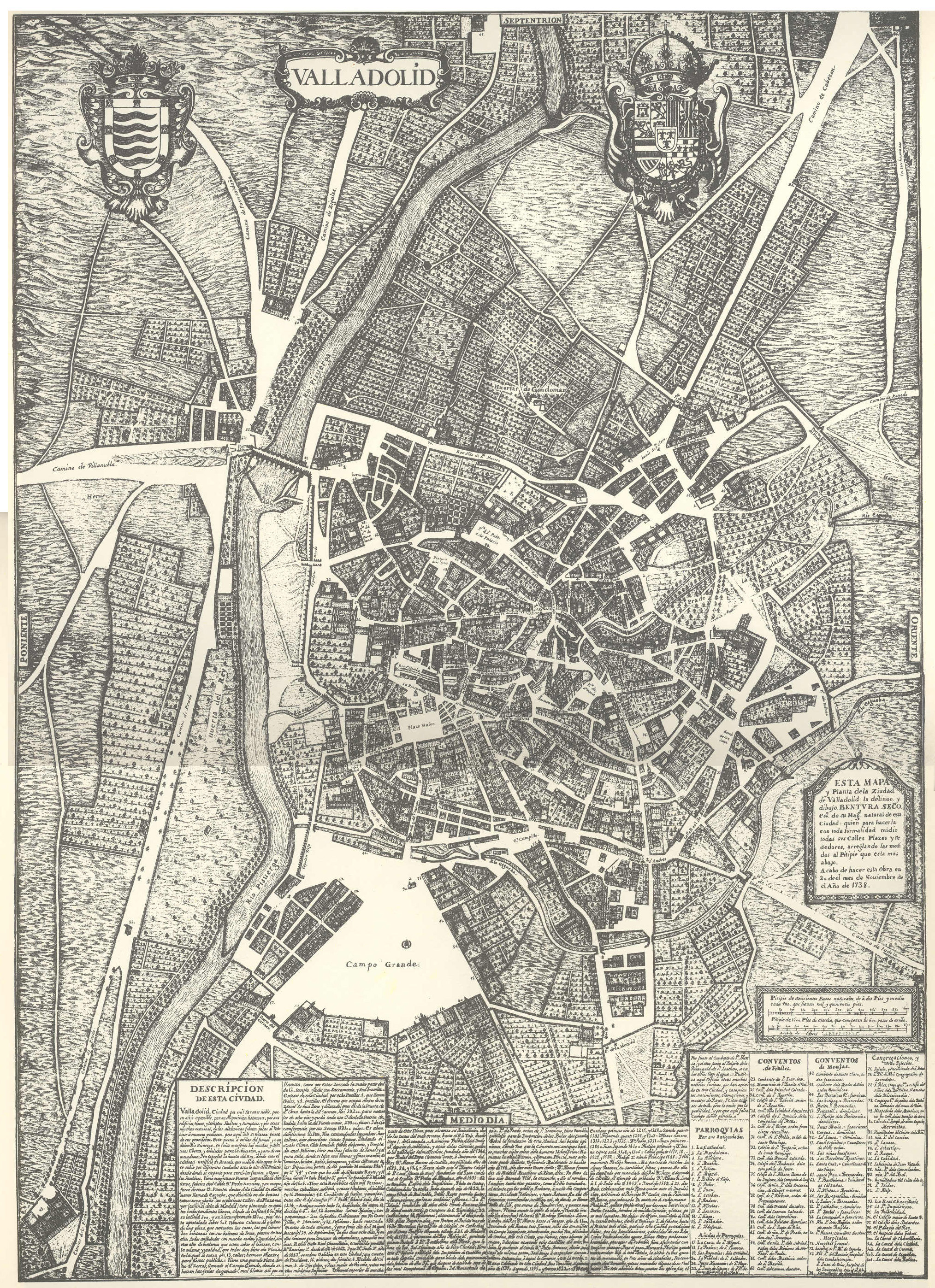
Plànol de Valladolid el 1738, obra de l'escrivà Ventura Seco, redibuixat per Juan Agapito y Revilla el 1901.

Ventura Seco va ser un cartògraf val·lisoletà, conegut principalment pel seu plànol de Valladolid de 1738. Aquest plànol és el primer realitzat de la ciutat de Valladolid. Per a fer-lo, Ventura Seco va mesurar la ciutat carrer per carrer i plaça per plaça. Té una gran similitud amb el plànol de Madrid del segle xvii de Pedro Texeira; el singular de tots dos és una visió dual: d'una banda s'aprecien perfectament el traçat dels carrers i de l'altra, la projecció dels alçats dels edificis principals de la ciutat dins del disseny de les illes de cases.
La seva procedència i conservació és anecdòtica a causa que a principis del segle XX l'arquitecte municipal Juan Agapito y Revilla, va trobar la planxa del plànol suportant una taula a l'ajuntament de la ciutat. Avui és dia és un document importantíssim per a l'estudi i reconeixement de Valladolid, ja que la ciutat durant el segle xix i tot el segle XX ha sofert una traumàtica transformació.